# Parazacco
Parazacco is een geslacht van straalvinnige vissen uit de familie van karpers (Cyprinidae).

## Soorten
- Parazacco fasciatus (Koller, 1927)
- Parazacco spilurus (Günther, 1868)